# Котов, Константин Сергеевич
Константи́н Серге́евич Ко́тов (род. 25 июня 1998, Санкт-Петербург, Россия) — российский футболист, полузащитник.

## Карьера

### Клубная
Воспитанник санкт-петербургского «Зенита». В 2018 году начал профессиональную карьеру в клубе «Луки-Энергия». В 2019 году пополнил ряды «Носты». Зимой 2020 года вместе с другим россиянином Муталипом Алибековым перешёл в клуб Высшей лиги Белоруссии «Смолевичи», за который дебютировал в матче против «Динамо-Брест» (1:1). В 2020—2022 году защищал цвета «Рязани». В июле 2022 года подписал контракт со «Слуцком».

### В сборной
Вызывался в сборные страны разных возрастов. В 2015 году в составе национальной команды не старше 17 лет принимал участие в юношеском чемпионате мира в Чили.

## Достижения
- Серебряный призёр 3-й группы Второй лиги: 2021/22